# スミナガシ
スミナガシ（墨流、 Dichorragia nesimachus） は、チョウ目（鱗翅目）・タテハチョウ科に分類されるチョウの一種。日本からヒマラヤまでを含む東南アジアに分布する森林性のチョウで、成虫の翅は黒地に青緑色を帯びた独特の模様をしている。

## 特徴
成虫の前翅長は32-44mmで、メスの方がやや大きい。翅の形はオオムラサキやゴマダラチョウに似てわずかに丸みを帯びた三角形で、目立つ突起などは無い。
翅色は前後・表裏とも青緑色を帯びた灰黒色が地色で、前翅前縁に細長い白斑が数個縦に並び、中央部にも白斑が点在する。外縁には白斑が1列並び、その内側には白斑を挟むように「く」の字型の白斑が前翅2列、後翅1列並ぶ。また、後翅は前縁が青みを帯び、くの字白斑の内側に青い斑点が並ぶ。なお、春型（春に発生する個体）は夏型よりも白斑が大きい。
ストローのような口の部分（口吻）は赤色であり、周りの身体の色に比べて目立っている。
スミナガシという和名は、黒っぽい中にも複雑な模様がある翅を「墨流し」で作った模様に喩えたものである。

## 分布と亜種
日本では本州から南西諸島まで、日本以外にも朝鮮半島、台湾、インドシナ半島からヒマラヤ地方まで広く分布する。広い分布域の中で多くの亜種に分かれており、例えば日本では以下の3亜種が分類されている。
- 本土亜種 D. n. nesiotes (Fruhstorfer, 1903) - 本州から屋久島まで
- 奄美・沖縄亜種 D. n. okinawaensis Shimagami, 1986 - 奄美大島から沖縄本島にかけて
- 八重山亜種 D. n. ishigakianus Shirozu, 1952 - 八重山諸島

## 生態
成虫の発生時期は地域によって異なり、本州での成虫発生は年2回、5月から8月くらいまでだが、八重山諸島では3月から10月まで数回にわたって発生する。冬は蛹で越冬する。
低地から丘陵地の雑木林に生息し、成虫は昼の暑い時間帯にはあまり活動せず、夕方に活発に飛ぶ。オス成虫は縄張りを張る性質があり、木の葉の上などに翅を広げて止まり、同種のオスや同じ食草をもつアオバセセリが接近すると飛び上がって追い払う。花を訪れることは少なく、樹液や熟した果実、動物の糞などにやって来て汁を吸う。
幼虫はアワブキ科のアワブキ、リュウキュウアワブキ、ヤマビワなどを食草とする。幼虫は褐色で、オオムラサキやゴマダラチョウの幼虫と同様頭部に2本の角をもつ。蛹は褐色で、葉脈そっくりの模様に加え虫喰い痕のような切れこみもあり、枯れ葉に擬態している。
日本では、スギ、ヒノキなどの植林や管理放棄によって雑木林が減少し、それに伴ってスミナガシも個体数を減らしている。絶滅危惧種に指定している自治体も多い。

## 近縁種
Dichorragia ninus (C. et R. Felder, 1859)
スミナガシに似るが、後翅の外縁に半円形の白い模様が1列に並ぶ。ニューギニア島とその周辺の島嶼に分布する。和名は「シロシタスミナガシ」「シロヘリスミナガシ」「オジロスミナガシ」などが用いられる。